# فابيان بيتيا
فابيان بيتيا (بالإنجليزية: Fabien Pithia)‏ (7 مايو 1987 بموريشيوس - ) هو لاعب كرة قدم موريشيوسي في مركز الوسط. شارك مع منتخب موريشيوس لكرة القدم. أما مع النوادي، فقد لعب مع Curepipe Starlight SC ‏ وAS Port-Louis 2000 ‏ وSavanne SC ‏.

## روابط خارجية
- فابيان بيتيا على موقع قاعدة بيانات كرة القدم.إي يو (الإنجليزية)
- فابيان بيتيا على موقع ناشيونال فوتبول تيمز (الإنجليزية)